# 徐無県
徐無県（じょぶ-けん）は中華人民共和国河北省にかつて存在した県。現在の遵化市東部に相当する。
前漢により設置され、西晋の時代には北平郡の郡治とされた。南北朝時代になると北斉により廃止された。